# Lista över politiska partier i Ungern
Detta är en lista över politiska partier i Ungern.

## Partier med mandat i Ungerns parlament eller Europaparlamentet
|  |  | Fidesz – ungerska medborgarunionen Fidesz - Magyar Polgári Szövetség | Fidesz    | Viktor Orbán       | höger          | nationalkonservatism, högerpopulism    | 117 / 199 | 12 / 21 |
|  |  | Rörelsen för ett bättre Ungern Jobbik Magyarországért Mozgalom       | Jobbik    | Peter Jakab        | höger          | nationalism, konservatism              | 17 / 199  | 1 / 21  |
|  |  | Kristdemokratiska folkpartiet Kereszténydemokrata Néppárt            | KDNP      | Zsolt Semjén       | höger          | kristdemokrati, socialkonservatism     | 16 / 199  | 1 / 21  |
|  |  | Ungerns socialistiska parti Magyar Szocialista Párt                  | MSZP      | Bertalan Tóth      | center-vänster | socialdemokrati, demokratisk socialism | 15 / 199  | 1 / 21  |
|  |  | Demokratiska koalitionen Demokratikus Koalíció                       | DK        | Ferenc Gyurcsány   | center-vänster | socialliberalism, federalism           | 9 / 199   | 4 / 21  |
|  |  | LMP – Ungerns gröna parti Lehet Más a Politika                       | LMP       | Erzsébet Schmuck   | center-vänster | grön ideologi, tredje vägen            | 6 / 199   | 0 / 21  |
|  |  | Dialog för Ungern Párbeszéd Magyarországért                          | Párbeszéd | Gergely Karacsony  | center-vänster | grön vänster, feminism                 | 5 / 199   | 0 / 21  |
|  |  | Tillsammans Együtt - A Korszakváltók Pártja                          | Együtt    | Gordon Bajnai      | center         | socialliberalism, liberalism           | 1 / 199   | 0 / 21  |
|  |  | Ungerns liberala parti Magyar Liberális Párt                         | MLP       | Anett Bősz         | center-höger   | liberalism, pro-europeisk              | 1 / 199   | 0 / 21  |
|  |  | Momentum Rörelse Momentum Mozgalom                                   | Momentum  | András Fekete-Győr | center         | radikal centrism, liberalism           | 0 / 199   | 2 / 21  |